# Leptospermum microcarpum
Leptospermum microcarpum là một loài thực vật có hoa trong Họ Đào kim nương. Loài này được Cheel mô tả khoa học đầu tiên năm 1923.